# Parco nazionale del Matese
Il parco nazionale del Matese è un'area naturale protetta italiana che si estende su una superficie di 87 897,7 ettari (di cui 57% in Campania e 43% in Molise), interessando 54 comuni (31 in Campania e 23 in Molise).
Il parco, perimetrato con il decreto firmato dal ministro dell'Ambiente e della Sicurezza energetica nell'aprile 2025, amplia e sostituisce il pre-esistente Parco regionale del Matese, entrato in funzione nel 2002 nel settore campano e che si estendeva su una superficie di 33 000 ettari.

## Storia
Il parco del Matese è stato istituito con legge regionale della Campania n. 33 del 1º settembre 1993 dal titolo "Istituzione di parchi e riserve naturali in Campania".
A causa della mancata approvazione delle norme attuative della legge regionale n. 33 del 1993, il parco è entrato in funzione solo nell'anno 2002. La norma di riferimento è la delibera di Giunta regionale della Campania n. 1407 del 12 aprile 2002.
Dal 2006 l'ente parco regionale del Matese ha sede in San Potito Sannitico, in provincia di Caserta. Primo presidente del parco è stato Giuseppe Scialla, docente universitario e ambientalista.
A seguito della revisione della legge italiana di bilancio 2018 fu approvata la norma che contemplava la trasformazione del parco del Matese in parco nazionale, con probabile coinvolgimento delle province di Isernia e Campobasso.
Il 22 aprile 2025, un decreto del ministro dell'ambiente Gilberto Pichetto Fratin ha individuato la perimetrazione e zonizzazione del nuovo Parco nazionale del Matese.

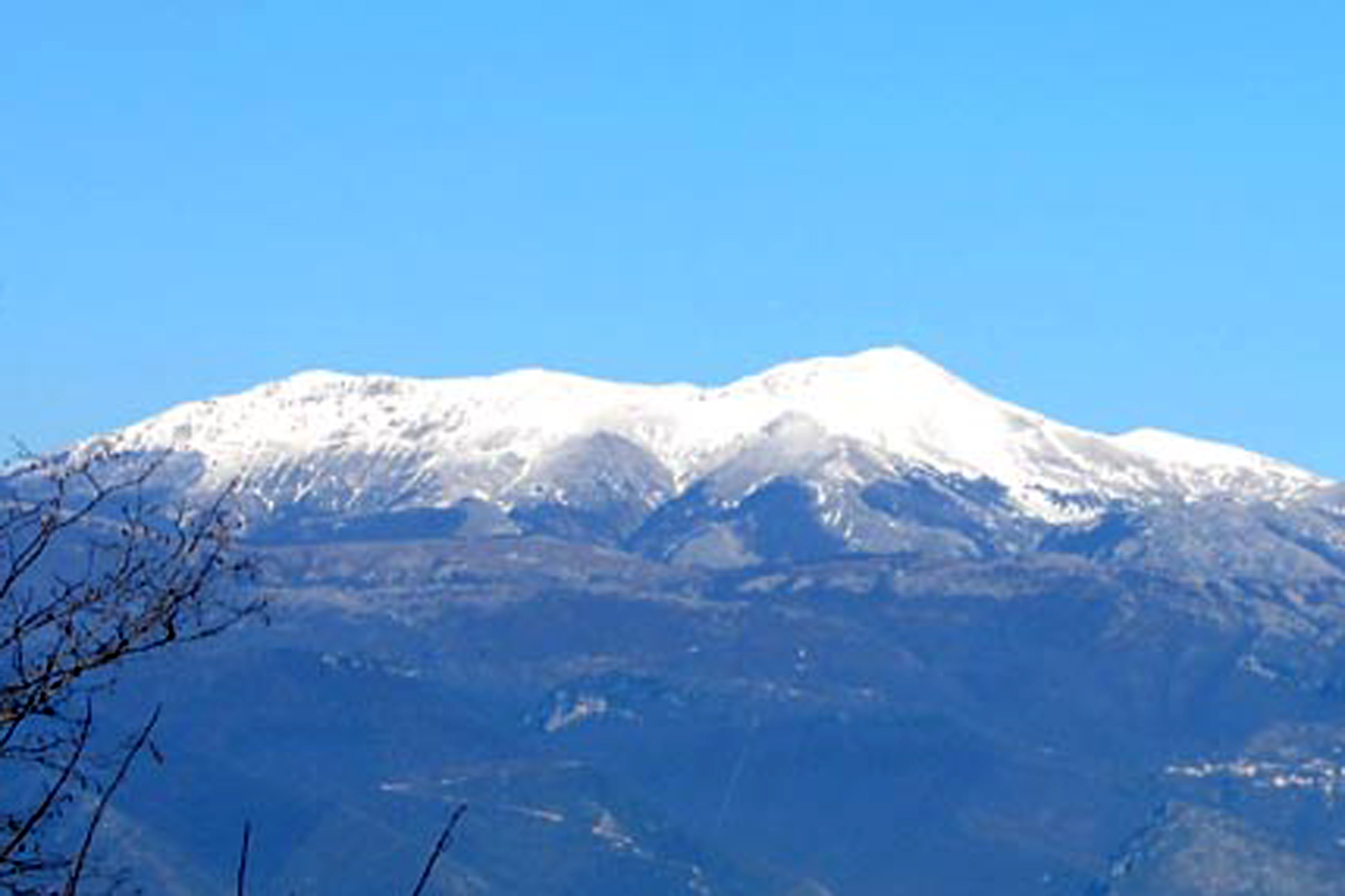
Monte Miletto

## Territorio

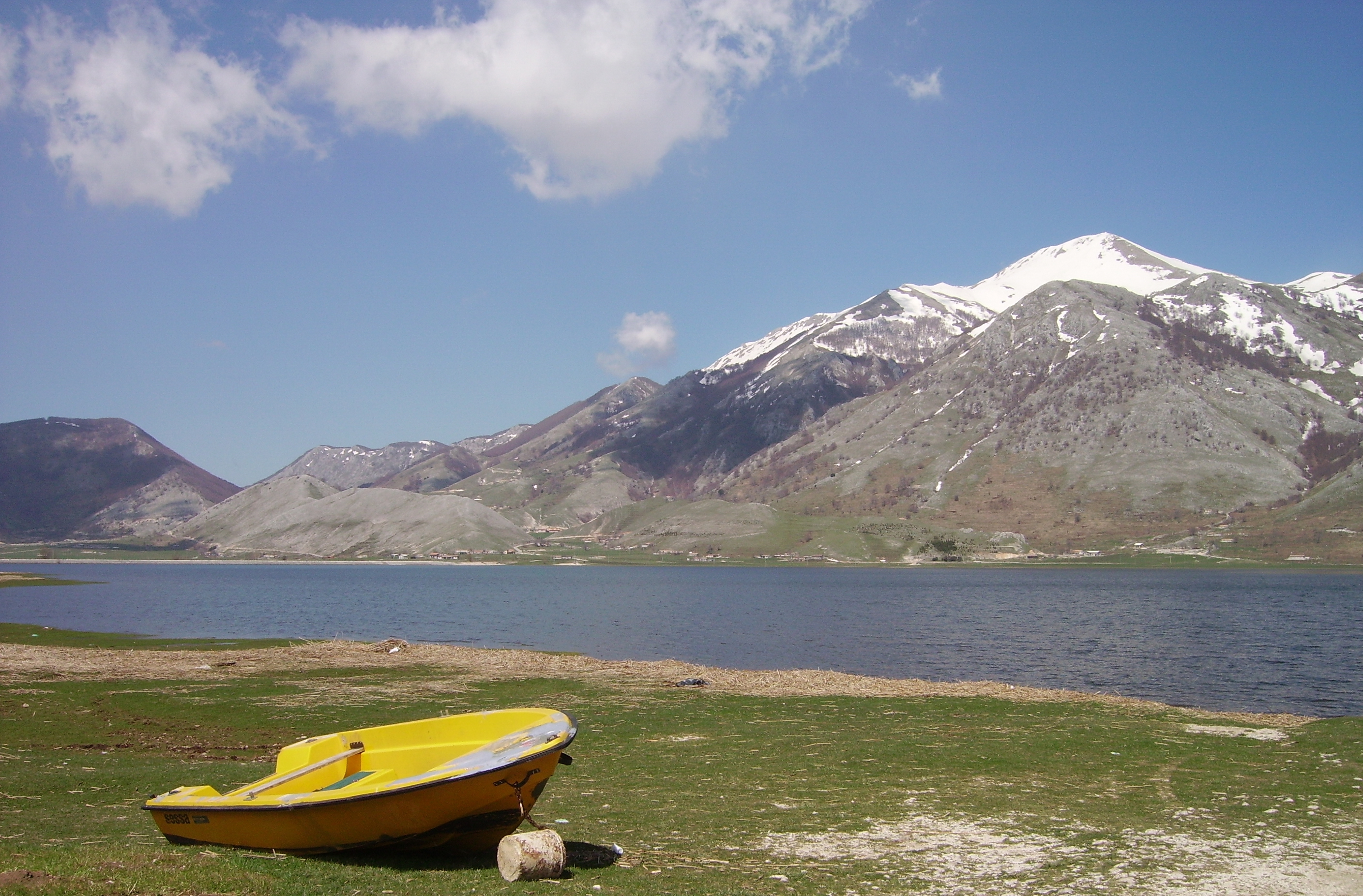
Lago del Matese

Il territorio del parco comprende una parte del versante campano del massiccio montuoso del Matese. Le montagne più alte, di natura calcarea, sono il Monte Miletto (2050 m s.l.m.), la Gallinola (1923 m s.l.m.) ed il monte Mutria (1823 m s.l.m.). Sono presenti quattro laghi: il lago del Matese (quota 1014 m s.l.m.), esteso per 2,5 km², il lago di Letino (1,1 km²), il lago di Gallo (0,6 km²) ed il lago di Arcichiaro (0,5 km²), a Guardiaregia. Il parco è attraversato da cinque fiumi: il Titerno, il Tammaro, il Volturno, il Lete ed il Biferno.

### Comuni ricadenti nel parco

#### Campania
Ailano, Alife, Capriati a Volturno, Casalduni, Castello del Matese, Cerreto Sannita, Ciorlano, Cusano Mutri, Faicchio, Fontegreca, Gallo Matese, Gioia Sannitica, Guardia Sanframondi, Letino, Morcone, Piedimonte Matese, Pietraroja, Pontelandolfo, Prata Sannita, Pratella, Raviscanina, San Gregorio Matese, San Lorenzello, San Lorenzo Maggiore, San Lupo, San Potito Sannitico, San Salvatore Telesino, Sant'Angelo d'Alife, Sassinoro, Telese Terme, Valle Agricola.

#### Molise
Bojano, Campochiaro, Cantalupo nel Sannio, Castelpetroso, Castelpizzuto, Colli a Volturno, Fornelli, Guardiaregia, Isernia, Longano, Macchia d'Isernia, Montaquila, Monteroduni, Pettoranello del Molise, Pozzilli, Roccamandolfi, San Giuliano del Sannio, San Massimo, San Polo Matese, Sant’Agapito, Santa Maria del Molise, Sepino, Venafro.

## Ambiente

### Flora
La vegetazione del massiccio del Matese è costituita nella zona più bassa da lecci, carpini, corbezzoli e altri elementi tipici della zona mediterranea; a mano a mano che si sale, queste specie vengono sostituite dapprima dal cerro e dal castagno e da maestosi e imponenti faggi. Qua e là si trovano sorbi selvatici, aceri, cornioli, frassini, ornielli e abeti bianchi. Tra le numerose piante erbacee delle radure e del sottobosco notiamo la genziana, la digitale e soprattutto l'onnipresente sambuco lebbio (Sambucus ebulus), la pianta più caratteristica che accompagna la faggeta negli spiazzi maggiormente aperti e luminosi.

### Fauna
Il Massiccio del Matese è caratterizzato da vari habitat: si passa da ambienti a macchia mediterranea al bosco misto, dalle faggete alle praterie d'alta quota, di conseguenza anche la fauna è molto varia.
L'animale emblematico è il lupo, avvistato regolarmente nei comuni di Letino e Gallo Matese. I boschi di latifoglie danno protezione anche all'elusivo gatto selvatico, alla volpe, al tasso, allo scoiattolo nero, al ghiro, alla donnola, alla faina. Comuni la lepre, il cinghiale e il capriolo, quest'ultimo reintrodotto nel 2008.

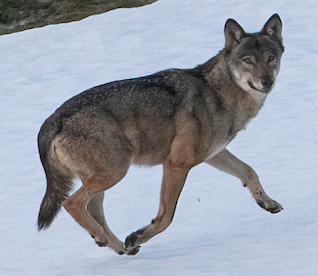
Esemplare di lupo appenninico

Tra gli uccelli si possono menzionare il picchio rosso maggiore, la tordella, la ghiandaia, il codirossone e la rara coturnice. Tra i rapaci troviamo l'aquila reale che nidifica nelle ripide pareti rocciose di Valle dell'inferno, la poiana e il falco pellegrino.
Grazie alla sua ubicazione, rappresenta una tappa obbligata lungo le rotte migratorie per molte specie di uccelli. La presenza dei laghi favorisce inoltre lo stanziamento di anatre, aironi e persino cicogne. Nelle acque di questi bacini idrici troviamo carpe, tinche, persici, anguille e lucci, le tre ultime specie introdotte dall'uomo.